# 毛恒德
毛恒德（琉球語：〔〕／ ；1801年12月20日—1859年4月21日）和名座喜味親方盛普（琉球語：／ ），是琉球第二尚氏王朝時期政治人物。
毛恒德原名毛達德（琉球語：〔〕／ ），為毛氏座喜味家十四世當主，是三司官毛執功（座喜味親方盛珍）的長子。1831年，他擔任日帳主取一職，成為表十五人的一員。1836年毛執功逝世後，繼任家督之位，並任讀谷山間切總地頭職。1839年，他作為年頭慶賀使出使薩摩藩。次年，又作為慶賀副使，隨尚元魯（浦添王子朝熹）上江戶，慶祝德川家慶成為幕府將軍。因出使的功績，他於1844年成為三司官座敷。
1844年3月至1847年4月期間，他自稱「布政官向永保」，代表琉球王府同到訪的法國海軍提督讓-巴蒂斯特·賽西爾進行交涉。日本學者大城直也指出，「布政官」是琉球國為了與西方國家外交交往而虛構的官職名，「向永保」則是毛達德的化名。
1847年，毛達德當選三司官。由於其名字中的「達」字發音短促不雅，故而改「達」字為「恒」字。1857年尚泰王元服的時候，毛恒德擔任尚泰王的烏帽子親。
與此同時，西方國家相繼與琉球簽訂通商條約。毛恒德與攝政尚惇（大里王子朝教）都希望藉助西方國家驅逐薩摩藩在琉球的勢力。毛恒德、尚惇為代表的黑黨與向永功（牧志親雲上朝忠）、馬克承（小祿親方良忠）等支持薩摩藩的白黨對立。1857年陰曆十月初十，薩摩藩藩主島津齊彬派市來四郎來到琉球，要求琉球幫助薩摩藩從西方國家購買軍艦。毛恒德竭力反對。兩天後，毛恒德在薩摩藩的壓力下，被迫以心肺疾病為由提出辭職。翌年，毛恒德正式辭去三司官職務。異國通事向永功等人便幫助薩摩藩從法國購買軍艦。向永功在薩摩藩的支持下迅速升官。
毛恒德辭職後，琉球舉行了三司官選舉來填補其職位的空缺。在此期間，島津齊彬逝世，保守派的島津久光掌握薩摩藩政權。毛恒德趁機上奏尚泰王，彈劾向永功為當選三司官而行賄、以及三司官馬克承（小祿親方良忠）暗中操縱三司官選舉，拉開了牧志恩河事件的序幕。
1859年，毛恒德因心肺疾病逝世，諡號忠純。